# Ioan Italos
Ioan Italos (în greacă Ιωάννης ο Ιταλός; n. 1025, Calabria, Italia – d. 1085, Constantinopol, Imperiul Roman de Răsărit) a fost un filozof bizantin din secolul al XI-lea.
A fost elev al lui Mihail Psellos, căruia îi ia locul ca „principe al filosofilor” (rector) la Universitatea din Constantinopol.
Va fi acuzat de erezie și condamnat pentru profesarea în exces a filosofiei antice și mai ales pentru că susținea idei platonice despre originea lumii.

## Filosofia lui Ioan Italos
A predat neoplatonismul, comparativ cu dogmele creștine.
Din condamnarea sinodală de la 1082 se poate deduce că Ioan Italos a urmat doctrina lui Plotin crezând într-un Dumnezeu necreat și incomprehensibil, profesând în același timp veșnicia și imuabilitatea materiei, deci a cerului și pământului deopotrivă. Alte acuze erau că crede în metempsihoză, spunând că spiritul preexistă nașterii omului, și că postulează existența unei lumi subzistente a Ideilor.
Și-a propus să emancipeze filosofia de teologie, interpretând raționalist doctrina hristică, influențând astfel nașterea scolasticii în Occident.

## Teologia
A fost deferit judecății sinodale. La 1082 Ioan Italos este condamnat și îndepărtat din Universitate.
De asemenea, un elev al său, Eustratie, ce ajunsese mitropolit al Niceei, este condamnat pentru utilizarea silogismului și pentru nominalism.
După 1082, anul condamnării lui Ioan Italos, dreptul de supraveghere a studiilor universitare a fost acordat Bisericii.